# トラベル・アシスタンス
トラベル・アシスタンス（Travel assistance）とは、主に海外旅行中などに怪我や事故を遭ってしまった負傷者や病人などに対して緊急の支援をサービスすること。
海外旅行損害保険を発売する多くの損害保険会社は、トラベル・アシスタンス会社と提携をしている。そのために保険加入者は海外でのトラブル発生時に、その会社を通じて支援を受けることができる。

## 概要
この概念は、1950年頃にスペインにて生まれた。その後、旅行中に発生したトラブルを解決する便利なサービスとして、ヨーロッパ、特にフランスを中心に発展した。

## トラベル・アシスタンス会社
東京海上日動火災保険の提携先
- インターナショナルアシスタンス（INTAC）<公式HP>

MS&ADインシュアランスグループの提携先
- 三井住友海上火災保険
  - アクサ・アシスタンス<公式HP>
  - インターナショナルSOS(en)
  - プレステージ・インターナショナル<公式HP>
- あいおい損害保険
  - プレステージ・インターナショナル<公式HP>
  - インターナショナルSOS(en)
- ニッセイ同和損害保険

NKSJの提携先
- 損害保険ジャパン
  - 日本エマージェンシーアシスタンス<公式HP>
  - ウェルビー<公式HP>
- 日本興亜損害保険
  - プレステージ・インターナショナル<公式HP>
  - インターナショナルSOS(en)

AIUの提携先
アメリカン・インターナショナル・アシスタンスサービス（AIAS）
その他
- Europ Assistance
- CORIS
- Assist America
- MAPFRE Asistencia
- Mondial Assistance
- International Assistance Group

## 参照
- アシスタンス会社とは？